# Rebecca West
Dame Cecily Isabel Fairfield DBE (London, 1892. december 21. –‎ London, 1983. március 15.) Rebecca West vagy Dame Rebecca West, brit író, újságíró, irodalomkritikus és utazási író volt. A számos műfajban író írónő a The Times, a New York Herald Tribune, a The Sunday Telegraph és a The New Republic számára írt kritikákat, és a The Bookman tudósítója volt.
Főbb munkái közé tartozik a Black Lamb and Grey Falcon (1941), Jugoszlávia történelméről és kultúrájáról; A Train of Powder (1955), a nürnbergi perről szóló tudósítása, amely eredetileg a The New Yorkerben jelent meg; The Meaning of Treason (először magazincikkként jelent meg 1945-ben, majd 1947-ben bővült a könyvvel), később a The New Meaning of Treason (1964), az amerikai származású fasiszta William Joyce és mások peréről szóló tanulmány; The Return of the Soldier (1918), modernista I. világháborús regény; valamint az önéletrajzi regények "Aubrey trilogy", a The Fountain Overflows (1956), a This Real Night (postumusz 1984-ben) és a Cousin Rosamund (1985).
A Time 1947-ben "vitathatatlanul a világ első számú női írójának" nevezte. 1949-ben CBE-vé, 1959-ben DBE-vé választották; az idézet mindegyik esetben így hangzik: "író és irodalomkritikus". A "Rebecca West" álnevet Henrik Ibsen Rosmersholm című színműve lázadó fiatal hősnőjétől vette. Benson-érmet kapott.

## Életrajza
Rebecca West Cecily Isabel Fairfield néven született 1892-ben Londonban, Angliában, és olyan otthonban nőtt fel, amely tele van intellektuális ösztönzéssel, politikai vitákkal, élénk társasággal, könyvekkel és zenével. Édesanyja, a skót Isabella kiváló zongorista volt, de Charles Fairfielddel kötött házassága után nem folytatott zenei karriert. Az angol-ír Charles a konföderációs hordágyhordozó volt Richmond ostrománál az amerikai polgárháborúban, és visszatért az Egyesült Királyságba, hogy jó hírű, de pénzügyileg alkalmatlan újságíró legyen. Cecily nyolcéves korában apja elhagyta a családját. Soha nem csatlakozott hozzájuk, és elszegényedetten és egyedül halt meg egy liverpooli panzióban 1906-ban, amikor Cecily 14 éves volt. A család többi tagja a skóciai Edinburgh-be költözött, ahol Cecily a George Watson's Ladies College-ban tanult. 1907-ben tuberkulózis miatt kellett otthagynia az iskolát. Úgy döntött, hogy nem tér vissza, miután felépült a betegségből, később a Watsonban végzett iskoláit a „börtönhöz” hasonlónak minősítette.
Westnek két nővére volt. Letitia ("Lettie"), aki a három közül a legjobban képzett volt, az egyik első teljesen képesített női orvos lett Nagy-Britanniában, valamint az Inns of Court ügyvédje. Winifred ("Winnie"), a középső nővére Norman Macleod, az Admiralitás főtitkárhelyettese, majd végül a Greenwich Kórház főigazgatójának a felesége. Winnie két gyermeke, Alison és Norman szorosan bekapcsolódott Rebecca életébe, ahogy idősebb lett; Alison Macleod önálló irodalmi karriert fog elérni. Rebecca Londonban tanult színésznőnek, a "Rebecca West" nevet Henrik Ibsen lázadó fiatal hősnőjéről vette a Rosmersholmból. Ő és Lettie bekapcsolódtak a női választójogi mozgalomba, és részt vettek az utcai tiltakozásokban. Eközben West újságíróként dolgozott a Freewoman and the Clarion feminista hetilapnál, és a szüfrazsett ügyet támogatta.

### Ügyek és anyaság
1912 szeptemberében West azzal vádolta meg a híres szabadelvű írót, H. G. Wellst, hogy ő "a vénlány a regényírók között". Ez a Freewomanben megjelent Marriage (Házasság) című regénye provokatív áttekintésének része volt, amely egy homályos és rövid életű feminista heti ismertető. A felülvizsgálat felkeltette Wells érdeklődését, és meghívást kapott egy ebédre az otthonába. A két író 1913 végén lett szerelmes, annak ellenére, hogy Wells házas volt, és huszonhat évvel idősebb Westnél. 10 éves kapcsolatukból született egy fia, Anthony West, aki 1914. augusztus 4-én született. Wells mögött az essexi Leigh-on-Sea-beli Marine Parade-re költözött, ahol 1917 és 1919 között élt. Barátságuk Wells 1946-os haláláig tartott.
Westnek állítólag volt kapcsolata Charlie Chaplinnel, Lord Beaverbrook újságmágnással és John Gunther újságíróval is.

### Korai karrier és házasság
West a feminista és szocialista ügyek szóvivőjeként és kritikusként alapozta meg hírnevét, esszéket és kritikákat írt a The New Republic, a New York Herald Tribune, a New York American, a New Statesman, a The Daily Telegraph és még sok más újság és magazin számára. George Bernard Shaw 1916-ban azt mondta, hogy "Rebecca West olyan briliánsan tud bánni egy tollal, mint én valaha, és sokkal vadabban." Az 1920-as években West egész életen át tartó szokásává vált, hogy az Egyesült Államokba látogasson, hogy előadásokat tartson, művészekkel találkozzon, és bekapcsolódjon a politikai életbe. Nagy barátja volt G. B. Stern regényírónak, Stern és Clemence Dane 1924-ben Amerikában tartózkodott vele. Ott összebarátkozott a CIA alapítójával, Allen Dulles-szel, [[Charlie Chaplin]-nel, Harold Ross-szal a New Yorker-től és Arthur Schlesinger Jr. történésszel, a nap sok más jelentős alakjával. Az Egyesült Államok iránti egész életen át tartó rajongása 1948-ban tetőzött, amikor Truman elnök átadta neki a Women's Press Club Újságírásért Díjat, „a világ legjobb riporterének” nevezve.
1930-ban, 37 évesen feleségül ment egy bankárhoz, Henry Maxwell Andrewshoz, és névlegesen együtt maradtak, annak ellenére, hogy közvetlenül a férfi 1968-as halála előtt történt egy nyilvános kapcsolat. West írása jelentős gazdagságot hozott neki, és 1940-re egy Rolls-Royce-ot és egy hatalmas vidéki birtokot, az Ibstone House-t birtokolt Dél-Angliában, a Chiltern Hillsben. A második világháború alatt West jugoszláv menekülteket szállásolt el elsötétített kastélyának tartalék szobáiban, a területet pedig kis tehenészetnek és zöldséges parcellának használta, ami a háború befejezése után is folytatódott.

### Későbbi élete
Ahogy West idősebb lett, szélesebb politikai és társadalmi kérdések felé fordult, beleértve az emberiség hajlamát arra, hogy erőszakos igazságtalanságot okozzon önmagának. A második világháború előtt és alatt West sokat utazott, anyagokat gyűjtött utazási és politikai könyvekhez. 1936–38-ban háromszor utazott Jugoszláviába, egy országba, amelyet megszeretett, és a késő középkor óta az európai történelem kapcsolatának tekintette. Nem fikciós remekműve, a Black Lamb and Grey Falcon (Fekete bárány és szürke sólyom) ezekről az utazásokról szerzett benyomásainak ötvözete. A New York Times kritikusa, Katherine Woods a következőket írta: „A modern angol regényírók és kritikusok egyik legtehetségesebb és legkeresettebb kötetében nemcsak az útikönyvek felnagyítását és intenzívebbé tételét hozta létre, hanem, mondhatni, az apoteózisa." Westet Ross magazinja bízta meg azzal, hogy tudósítson a nürnbergi perről a The New Yorker számára; erről az élményről az A Train of Powder című könyvben emlékezett meg. 1950-ben az Amerikai Művészeti és Tudományos Akadémia külföldi tiszteletbeli tagjává választották. 1960-ban Dél-Afrikába is eljutott, hogy a The Sunday Times cikksorozatában beszámoljon az apartheidről, különös tekintettel a kommunista uralom megteremtését célzó lázító felkelés prominens tárgyalására. Véletlenül tévesen azonosított egy dél-afrikai bírót egy másik bíró által feltett néhány kérdés miatt, és rágalmazásért perelték be a Sunday Times-szal együtt, amelynek szerkesztője, Harry Hodson nem támogatta Westet. Azt írta: "A problémámat bonyolítja az a tény, hogy a védelem, azok az emberek, akik természetesen a Bíró ellen és mellettem lennének, többnyire kommunisták, és egy ujjukat sem mozdítják értem. Ez nagyon aggaszt. Nagyon nehéz úgy dolgozni, hogy ez rajtam lóg." Úgy érezte, egyetlen támasza a barátai, az apartheidellenes politikus, Bernard Friedman és felesége, akikkel Johannesburgban szállt meg. "Túl leszek ezen az eseten. De nem könnyű úgy érezni, hogy tudod, egyesek ok nélkül tönkretennének téged; és azt is éreztem, hogy cserben hagylak Dél-Afrikában. Mélységesen hálás voltam a kedvességért és az együttérzésért, amit irántam tanúsított, és úgy gondoltam a Tall Trees-re, mint egy meleg helyre a hideg világban."
Idős koráig sokat utazott. 1966-ban és 1969-ben két hosszú utat tett Mexikóba, és lenyűgözte az ország őslakos kultúrája és mesztic lakossága. Romney Brent színésznél maradt Mexikóvárosban és Katherine (Kit) Wrightnál, egy régi barátnál Cuernavacában.

### Öregkor
Férje a kor előrehaladtával álmos és figyelmetlen lett. Az álmosság egy autóbalesethez vezetett, ahol senki sem sérült meg, Henryt azonban veszélyes vezetéssel vádolták meg. A norvég balerina, Gerd Larsen megszállottja lett; nem hajlandó Westtel utazni, ehelyett inkább visszatér Londonba, hogy Larsennel legyen. West eleinte ezt pusztán a férje rajongásának tartotta, de arra jutott, hogy Larsent a pénz hajtja. Férje temetésén Westnek felkavaró problémája volt, hogy Larsen kérte, hogy legyen a gyászolók között, pedig csak 18 hónapja ismerte őt. Henry végrendelete 5000 fontot hagyott Larsennek. Férje 1968-as halála után West felfedezte, hogy hűtlen volt más nőkkel.
Miután megözvegyült, Londonba költözött, ahol vett egy tágas lakást, kilátással a Hyde Parkra. Sajnos az iráni nagykövetség szomszédságában volt. Az 1980. májusi incidens során az akkor 87 éves Westet evakuálni kellett. Élete utolsó két évtizedében West nagyon aktív társasági életet folytatott, barátságot kötött Martha Gellhornnal, Doris Lessinggel, Bernard Levinnel, Frankie Howerd komikussal, valamint Warren Beatty filmsztárral és rendezővel, aki a Vörösök című produkciót forgatta John Reed újságíró életéről és kapcsolatáról az orosz forradalommal. Olyan tudósokkal is eltöltött időt, mint Jane Marcus és Bonnie Kime Scott, akik elkezdték felvázolni feminista karrierjét és változatos munkáját. Folyamatosan írt, mesteri kritikákat a The Sunday Telegraph-nak, kiadta utolsó regényét, a The Birds Fall Down-t (1966), és felügyelte a történet filmváltozatát a BBC-nél 1978-ban. Életében az utolsó mű, az 1900 jelent meg 1982-ben. Az 1900 Viktória királynő hosszú uralkodásának utolsó évét tárta fel, amely számos kulturális és politikai szempontból vízválasztó volt.
Ezzel egy időben West önéletrajzi ihletésű regényének, a The Fountain Overflows (1957) folytatásán dolgozott; bár a tervezett trilógiához még két regénynek megfelelőt írt, soha nem volt elégedett a folytatásokkal, és nem adta ki azokat. Hosszan bütykölt egy önéletrajzon is, anélkül, hogy a végére ért volna, és rengeteg történetet kezdett el anélkül, hogy befejezte volna. Élete késői szakaszából származó munkáinak nagy részét posztumusz adták ki, köztük a Family Memories (1987), a This Real Night (1984), a Cousin Rosamund (1985), The Only Poet (1992) és a Survivors in Mexico (2003). Korai időszakának befejezetlen munkái, nevezetesen a Sunflower (1986) és a The Sentinel (2001) szintén halála után jelentek meg, így életművét mintegy harmadával gyarapították posztumusz publikációk.

### Kapcsolata a fiával
West kapcsolata fiával, Anthony Westtel nem volt boldog. A köztük lévő viszály akkor tört ki, amikor Anthony, aki maga is tehetséges író, apja életrajzírója (H. G. Wells: Aspects of a Life [1984]) és regényíró, megjelentette a Heritage (Örökség, 1955) című fikciós önéletrajzát. West soha nem bocsátotta meg fiának, hogy az Örökségben egy törvénytelen fiú és két világhírű, nem házas szülő kapcsolatát ábrázolja, és hogy az anyát nem hízelgő kifejezésekkel illeti. West alteregójának ábrázolása a Heritage-ben álnok, szeretetlen színésznőként (West fiatalkorában színésznőnek tanult) és szegény gondozónőként annyira megsértette Westet, hogy megszakította kapcsolatait fiával, és azzal fenyegetőzött, hogy beperel minden kiadót, aki kihozza a Heritage-et Angliában. Megakadályozta a regény angol nyelvű kiadását, amely csak halála után, 1984-ben jelent meg ott. Bár átmeneti közeledés volt közte és Anthony között, az elidegenedés állapota továbbra is fennállt közöttük, ami halála órájáig bánatot okozott. Aggódott, hogy fia nincs a halálos ágyánál, de arra a kérdésre, hogy el kell-e hívni, azt válaszolta: "talán nem, ha annyira utál."

### Halála

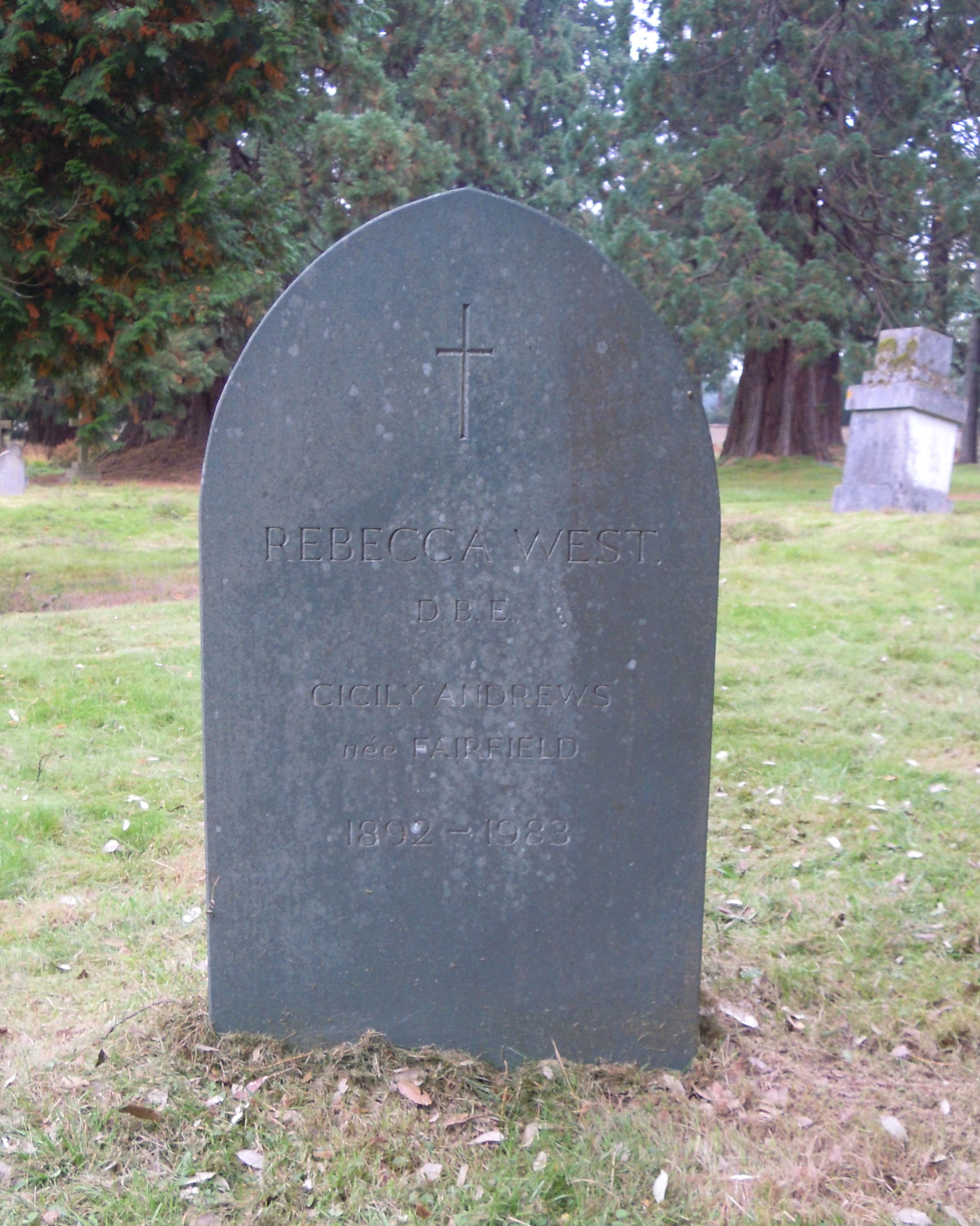
Sírja a Brookwood temetőben

West látásromlástól és magas vérnyomástól szenvedett az 1970-es évek végén, és egyre gyengébb lett. Utolsó hónapjai többnyire az ágyban teltek, időnként káprázatosan, máskor pedig világosan; panaszkodott, hogy túl lassan hal meg. 1983. március 15-én halt meg, és a wokingi Brookwood temetőben temették el.
Halála hallatán William Shawn, a The New Yorker akkori főszerkesztője ezt mondta:
Rebecca West az egyik óriás volt, és maradandó helye lesz az angol irodalomban. Ebben a században senki sem írt ennél káprázatosabb prózát, nem volt több esze, és nem nézte intelligensebben az emberi jellem bonyodalmait és a világ útjait.
Kék emléktáblával tisztelik meg az edinburghi Hope Park Square-en, gyermekkori otthonában, amely The Judge (A bíró) című regényének is színhelye volt.

## Politika
West olyan otthonban nőtt fel, ahol a világ dolgairól beszélgettek. Apja újságíró volt, aki gyakran vitatott kérdésekbe keveredett. Hazahozta az orosz forradalmárokat és más politikai aktivistákat, és vitáik segítettek West érzékenységének kialakításában, ami olyan regényekben öltött testet, mint például The Birds Fall Down (A madarak lehullanak), amelyek a forradalom előtti Oroszországban játszódnak. De a döntő esemény, amely West politikáját formálta, a Dreyfus-ügy volt. A befolyásolható Rebecca korán megtanulta, milyen erős az akarat, hogy üldözze a kisebbségeket, és hogy az egyéneket a gyenge bizonyítékok és a tömeges őrület alapján indokolatlan gyanakvásnak tegye ki. West nagyon jól értette a politika pszichológiáját, azt, hogy a mozgalmak és az okok hogyan tarthatják fenn magukat azon mélységes igényen, hogy higgyenek vagy ne higgyenek az értékek magjában – még ha a valóságnak ellentmondóak is.
Noha harcos feminista volt és aktív szüfrazsett, valamint Emmeline Pankhurst figyelmes és csodálattal teli profilját tette közzé, West bírálta Pankhurst lányának, Christabelnek a taktikáját és a Pankhursts' Women's Social and Political Union (WSPU) olykor doktriner vonatkozásait is.
Nyugat politikai szemléletének első nagy próbája a bolsevik forradalom volt. A baloldalon sokan egy új, jobb világ kezdetének és a kapitalizmus bűnei végének tekintették. West a baloldal tagjának tartotta magát, mivel lánykorában Fábiánus szocialista nyári iskolákba járt. Westnek azonban mind a forradalom, mind a forradalmárok gyanúsak voltak. Már a bolsevikok 1917 októberi hatalomátvétele előtt kétségeit fejezte ki azzal kapcsolatban, hogy az oroszországi események példaként szolgálhatnak a szocialisták számára Nagy-Britanniában vagy bárhol máshol.
West súlyos árat fizetett az orosz forradalomra adott hűvös reakciójáért; pozíciói egyre inkább elszigetelték. Amikor Emma Goldman 1924-ben Nagy-Britanniába látogatott, miután első kézből látta a bolsevik erőszakot, Westet feldühítette, hogy a brit értelmiségiek figyelmen kívül hagyták Goldman tanúvallomását és a bolsevik zsarnokság elleni figyelmeztetését.
A kommunizmussal szembeni minden kritika ellenére West azonban aligha volt kritikátlan támogatója a nyugati demokráciáknak. Így 1919–1920-ban felszólította az Egyesült Államok kormányát Goldman kitoloncolása és a hírhedt Palmer Raids miatt. Megdöbbent attól is, hogy a nyugati demokráciák nem tudtak segíteni a republikánus Spanyolországnak, és pénzt adott a republikánus ügynek.
A megrögzött antifasiszta West saját országa konzervatív kormányait is támadta, amiért megbékítették Adolf Hitlert és baloldali kollégáit pacifizmusuk miatt. Véleménye szerint egyik fél sem értette a gonosz nácizmust. Sok baloldalival ellentétben ő sem bízott Joszif Sztálinban. West számára Sztálin olyan bűnözői mentalitású volt, amelyet a kommunizmus hozott létre. Felháborodott, amikor a szövetségesek a jugoszláv ellenállási mozgalmak iránti hűségük alapján 1943-ban úgy döntöttek, hogy támogatják a kommunista vezetésű partizánokat, Tito vezetésével Jugoszláviában, így felhagyva Draža Mihailović csetnikeinek támogatásával, akiket törvényes jugoszláv ellenállásnak tartott. A „Madame Sara's Magic Crystal” című szatirikus novellával fejezte ki érzéseit és véleményét a szövetségesek jugoszláviai átállásáról, de úgy döntött, hogy nem publikálja azt Orme Sargenttel, a Külügyminisztérium helyettes államtitkárával. A naplójában West megemlítette, hogy Sargent meggyőzte őt arról, hogy "Tito elismerése brit katonai szükségletek miatt történt, és nem más okból". Sargent állítását követően úgy jellemezte döntését, hogy nem teszi közzé a történetet, mint „személyes hajlandóságnak feláldozni magam hazám szükségleteinek” kifejezéseként. A háború után West antikommunizmusa megkeményedett, amikor Lengyelország, Csehszlovákia, Magyarország, valamint a többi kelet- és közép-európai állam behódol a szovjet uralomnak.
1951-ben kritikai áttekintést adott Alistair Cooke rokonszenves Alger Hiss portréjáról a háború utáni perek során a klasszikus liberalizmus szemszögéből.
 Ebben az összefüggésben nem meglepő, hogy West másként reagált Joseph McCarthy amerikai szenátorra, mint kollégáira. Láttak egy demagógot, aki kommunista összeesküvés alaptalan vádjával terrorizálta a liberálisokat és a baloldaliakat. West látta, hogy egy fajankó a kommunista felforgatás aknamezőjére téved. Számára McCarthynak igaza volt, hogy buzgón üldözte a kommunistákat, még akkor is, ha módszerei durvák voltak, bár McCarthyval szembeni enyhe reakciója erőteljes ellenszenvet váltott ki a baloldalon, és még az antikommunista liberálisok körében is megdöbbenést váltott ki. Nem volt hajlandó azonban módosítani álláspontján.
Bár West antikommunizmusa kivívta a konzervatívok nagy elismerését, sohasem tartotta magát közéjük tartozónak. A háború utáni Nagy-Britanniában West a Munkáspártra szavazott, és üdvözölte a Munkáspárt 1945-ös földcsuszamlását, de felszólalt a Munkáspárt brit szakszervezetek általi uralma ellen, és úgy gondolta, hogy a baloldali politikusok, például Michael Foot nem voltak meggyőzőek. Vegyes érzései voltak a Callaghan-kormánnyal kapcsolatban. West Margaret Thatchert csodálta, nem a politikája miatt, hanem Thatcher azon teljesítményéért, amellyel a férfiak által uralt szféra élére emelkedett. Csodálta Thatcher hajlandóságát, hogy szembeszálljon a szakszervezeti zaklatásokkal.
Végül West antikommunizmusa maradt politikájának középpontjában, mert olyan következetesen kihívta a kommunistákat, mint a kapitalista országok status quo legitim ellenségeit. West felfogása szerint a kommunizmus, akárcsak a fasizmus, csupán a tekintélyelvűség egy formája volt. A kommunisták pártfegyelem alatt álltak, ezért soha nem beszélhettek a maguk nevében; West kiváló példája volt annak az értelmiséginek, aki önmagáért beszélt, függetlenül attól, hogy megjegyzései milyen károkat okoznak neki. Valójában kevés író ismerte el kifejezetten, hogy West mennyire bántja őt a baloldalon a népszerűtlen pozíciók felkarolásáért. Írók egész generációja hagyta el Westet, és nem volt hajlandó elolvasni, ahogy Doris Lessing javasolta.

## Vallás
West szülei két hónappal születése után megkeresztelték az Anglikán Egyházba, és kereszténynek tartotta magát, bár nem szokványos hívőnek. Időnként Istent gonosznak találta; máskor csupán hatástalannak és legyőzöttnek tartotta. Krisztust azonban alapvetően jó emberként tisztelte, nagy tiszteletben tartotta a keresztény szellemiség irodalmi, képi és építészeti megnyilvánulásait, és a hitet érvényes eszköznek tartotta az élet és a kozmosz rejtelmeivel való megküzdéshez. Bár írásai tele vannak a Bibliára és az egyháztörténetre való utalásokkal, alapvetően antidoktriner és esetenként istenkáromló volt. 1926-ban kifejezte azt a szokatlan meggyőződését, hogy "a kereszténységet nem végső kinyilatkoztatásnak, hanem a kinyilatkoztatás szakaszának kell tekinteni." Ezenkívül elutasított bizonyos hittételeket, például a szűztől való születést, az eredendő bűnt, az engesztelést és Isteni gondviselést. Hozzájárulása Virginia Woolf Hogarth-levelek sorozatához, a Letter to a Grandfather (Levél egy nagyapához, 1933) filozófiai fikciónak álcázott „hitem, amely egyesek számára hitetlennek tűnik” kinyilvánítása. A nagy gazdasági világválság közepette íródott Levél egy nagyapának a Gondviselés fogalmának korszakokon át tartó fokozatos hanyatlását követi nyomon, és szkeptikusan azt a következtetést vonja le, hogy „az isteni kegyelem megváltó ereje már nem tűnt hitelesnek, és nem is nagyon tiszteletreméltónak az önkényes teljesítményben, amit kértek tőle". Ami az engesztelést illeti, a Black Lamb and Grey Falcon-t részben éppen ezen tan cáfolatának szánta, amely szerinte az áldozatvállalás végzetes megszállottságát váltotta ki az egész keresztény korszakban, és konkrétan, mint ami arra késztette Neville Chamberlaint, hogy megfogalmazza megbékítési politikáját, amelyet hevesen ellenzett. Azt írta:
Minden nyugati gondolatunk azon a visszataszító színlelésen alapul, hogy a fájdalom minden jó dolog megfelelő ára... [Augustius] kidolgozta az engesztelés elméletét, amely tiszta nonszensz volt, de megvolt az ereje, hogy meggyőzze... Ez a szörnyű elmélet feltételezi hogy Isten megharagudott az emberre a bűneiért, és meg akarta őt büntetni ezekért, de nem úgy, hogy ez a megújításához vezethet, hanem egyszerűen úgy, hogy fájdalmat okoz neki; és megengedte, hogy Krisztus szenvedje el ezt a fájdalmat az ember helyett, és ezt követően bizonyos feltételek mellett hajlandó volt úgy bánni az emberrel, mintha nem követte volna el ezeket a bűnöket. Ez az elmélet minden ponton megcáfolja az értelmet, mert nem lehetséges, hogy egy igazságos Isten megbocsásson azoknak a gonoszoknak, akik azért vannak, mert egy másik jó ember kínokat szenvedett azzal, hogy keresztre szegezték.
A második világháború rádöbbentette egy konvencionálisabb hitre: "Hiszem, hogy ha az emberek az igazságot keresik, akkor a keresztény vallás igazsága előkerül, és találkozik velük." Az 1950-es évek elején azt hitte, hogy valami misztikus. kinyilatkoztatást Franciaországban, és aktívan megpróbált áttérni a katolicizmusra. A családjában volt precedens erre az akcióra, ugyanis nővére, Letitia korábban áttért a katolikus hitre, amivel nagy feltűnést keltett, de West próbálkozása rövid életű volt, és bevallotta egy barátjának: "Nem tudtam folytatni azzal, hogy katolikus vagyok... Nem akarok, nem tudom elviselni, hogy Graham Greene és Evelyn Waugh legyen, és nem hiszem el, hogy ekkora árat kell fizetnem az üdvösségért." Az 1960-as és 1970-es évek elején írt írásai ismét az Isten iránti mélységes bizalmatlanságról árulkodnak: "A vallás elleni ügy Isten felelőssége az emberiség szenvedéséért, ami lehetetlenné teszi a Bibliában Róla mondott jó dolgok elhivését, következésképpen elhinni bármit, amit Róla mond."
Ingadozó kereszténysége mellett Westet lenyűgözte a manicheizmus. Azt a manicheus elképzelést, miszerint a világ két ősi birodalom keveréke, az egyik a fényé, a másik a sötétségé, „rendkívül hasznos életfelfogásként” írja le, megerősítve, hogy „a fény és a sötétség fúziója” „az alapvető emberi jellem”. Másrészt West bírálta "[a manicheanizmus] alapítójának és követőinek szigorúan szó szerinti elméjét" és azt, amit a keresztény eretnekek aljasságaként fogott fel, akik elfogadták a manicheus eszméket. West kijelenti, hogy "az egész modern történelem levezethető ennek az eretnekségnek a nyugat-európai népszerűségéből: belső savanyúsága, a gyűlölet előnyben részesítése a szerelemmel szemben és a háború előnyben részesítése a békével szemben, a halálhoz való bátorság, az élet iránti gyávaság". A manicheus eretnekségek keresztény hatóságok általi elnyomásával kapcsolatban West azt mondja, hogy noha "hajlamosak vagyunk rokonszenvvel érezni a levadászott nyúllal... sok, amit a nyugat-európai eretnekekről olvasunk, azt gyanítja, hogy itt a préda kevésbé volt nyúl, mint szeszélyes bűzös borz." Mindazonáltal a manicheus befolyás továbbra is megmaradt West saját emlékiratainak egy kiadatlan tervezetében, ahol ezt írja: „Szinte nem volt lehetőségem bármilyen vallásos hitet megtartani, kivéve a teljesen és végül legyőzött Istenbe vetett hitet, ezt a hipotézist, amelyet most elfogadok, de sokáig próbáltam elutasítani, nem tudtam szembenézni vele."
West manicheanizmus iránti érdeklődése tükrözi a dualizmusok kezelésének kérdésével folytatott élethosszig tartó küzdelmét. Időnként úgy tűnik, hogy az ellentétek összeolvadását részesíti előnyben, amihez Bizánc mintaként szolgált: „az egyház és az állam, a szerelem és az erőszak, az élet és a halál ismét egybeolvadt, mint Bizáncban”. Ennél dominánsabb volt azonban az a tendencia, hogy a dualista terminusok közötti térben keletkező feszültségeket életfenntartónak és kreatívnak tekintse.; ebből fakad a homoszexualitástól való idegenkedése és figyelmeztetése, hogy ne keverje össze a feminista emancipációra irányuló törekvést a nő azon vágyával, hogy olyanná váljon, mint egy férfi. A férfiak és a nők közötti alapvető különbséghez való ragaszkodása felfedi esszencializmusát, de egyben veleszületett manicheus érzékenységéről is árulkodik. Tiszteletre és egyenlő jogokra vágyott a nők számára, ugyanakkor megkövetelte, hogy a nők megőrizzék kifejezetten nőies tulajdonságaikat, nevezetesen az élethez való ragaszkodásukat: "A férfiak hajlamosak az erőszakra, a nők nem. Ha valaki azt mondja, hogy a férfiak a halál, a nők az élet oldalán állnak, úgy tűnik, hogy vádat emel a férfiak ellen. Egyik sem ezt csinálja." Az egyik ok, amiért nem akar vádat emelni a férfiak ellen, az az, hogy egyszerűen csak a rájuk bízott szerepet töltik be egy hibás univerzumban. Csak a szeretet képes enyhíteni a szexuális ellentét pusztító aspektusait: "Utálom, ahogy a szadizmus és a mazochizmus két rákfélesége megfertőzi az emberiség szexuális életét, így az egyik felemeli a szempillát, a másik pedig vért kínál az ütésre, és mindketten megrészegednek a nyomorúság vadállati örömétől, és nem folytatják a szerelem dolgát, hogy menedéket építsenek a világegyetem kegyetlensége elől." A szerelem működése mellett a női emancipáció kulcsfontosságú a "gyengébb nem" fogalmához kapcsolódó erkölcsi, szakmai és társadalmi megbélyegzés eltávolításában, anélkül, hogy megkísérelné teljesen megszüntetni magának a nemi dualizmus temperamentumos és metafizikai vonatkozásait. Így West korai, „Indissoluble Matrimony” (Felbonthatatlan házasság, 1914) című novellájában leírt „szexuális háború” végül felemeli a női karaktert, Evadne-t, mert elfogadja a verseny feltételeit anélkül, hogy felületesen megpróbálná „megnyerni” a háborút.
A dualizmusok összeegyeztetésének feladata Nyugat politikai hajlandóságában is megmutatkozik. Ahogy Bernard Schweizer érvelt: „Szent Ágoston és Schopenhauer az emberi élet bukását hangsúlyozta, egy konzervativizmussal összetéveszthető kvesszista álláspontot sugalmazva, míg a Reclus fivérek [híres francia anarchisták] sürgették, hogy lázadjon fel az ilyen pesszimista determinizmus ellen. West jellegzetesen hősies személyes és történelmi víziója e két egymással versengő erő eredménye." West azon meggyőződése, hogy az emberiség csak akkor tudja kihasználni legmagasabb lehetőségeit, ha ragaszkodik a folyamat elvéhez: „A folyamat a legátfogóbb doktrínája” – mondja Peter Wolfe. "A dualizmusát összeegyeztetve megragadja a férfi és női elvek legjobb aspektusait."

## Kulturális utalások
A Time hosszú ideje könyvrecenzense és vezető szerkesztője, Whittaker Chambers Westet "híres regényírónak... jeles irodalomkritikusnak... mindenekelőtt... az egyik legnagyobb élő újságírónak" tartotta.
Virginia Woolf megkérdőjelezte, hogy Rebecca Westet "rendezett feministának" bélyegezték, mert megsértette a férfiakat, amikor azt mondta, hogy sznobok az A Room of One's Own második fejezetében: "Miért volt Miss West beképzelt feminista, amiért a másik nemről adott egy igaz, de nem dicséretes kijelentést?"
Bill Moyers "A Visit With Dame Rebecca West" című interjúját, amelyet londoni otthonában rögzítettek, amikor 89 éves volt, a PBS 1981 júliusában adta le. Az interjú áttekintésében John O'Connor azt írta, hogy "Dame Rebecca félelmetes személyiségként jelenik meg. Ha valamit vagy valakit kellemetlennek talál, a melléknév hirtelen elsorvad."
West első regényéből, a The Return of the Soldierből 1982-ben nagy mozifilm készült, Alan Bridges rendezésében, Alan Bates, Glenda Jackson és Julie Christie főszereplésével. A közelmúltban Kelly Younger The Return of the Soldier adaptációja színpadra, Once a Marine címmel West témáját, a shell-sokk okozta amnéziát vette át, és alkalmazta az iraki háborúból PTSD-vel visszatérő katonára.
2004 óta két darab készült Rebecca Westről. That Woman: Rebecca West Remembers, Carl Rollyson, Helen Macleod és Anne Bobby egyszemélyes monológja, amelyben egy színésznő, aki Rebecca Westet alakítja, leghíresebb cikkein, levelein és könyvein keresztül meséli el életét. A Tosca's Kiss, Kenneth Jupp 2006-os darabja, West tapasztalatait meséli el a nürnbergi perről a The New Yorker számára.
Robert D. Kaplan nagy hatású könyve, a Balkan Ghosts (1994) tisztelgés West's Black Lamb and Grey Falcon (1941) előtt, amelyet „e század legnagyobb útikönyvének” nevezett.
2006 februárjában a BBC sugározta West The Fountain Overflows című regényének rádióváltozatát, amelyet Robin Brook dramatizált, hat 55 perces részletben.

## Bibliográfia

### Fikció
- 1914 – Indissoluble Matrimony, egy vitatott novella, amely először a Blast No. 1-ben jelent meg.
- 1918 – The Return of the Soldier, első világháborús regény
- 1922 – The Judge. A bíró, egy töprengő, szenvedélyes regény, amely a freudi ödipális témákat a szuffragizmussal és a kozmikus abszurditás egzisztenciális felfogásával ötvözi.
- 1929 – Harriet Hume, modernista történet egy zongorán játszó csodagyerekről és megszállott szeretőjéről, egy korrupt politikusról.
- 1935 – The Harsh Voice: Four Short Novels, tartalmazza a "The Salt of the Earth" című novellát, amelyben Alice Pemberton szerepel, akinek megszállott altruizmusa annyira elfojtja, hogy férje kiterveli a meggyilkolását. Ezt a The Alfred Hitchcock Hour című filmhez adaptálták, mint "The Paragon" Joan Fontaine főszereplésével (1. évad, 20. epizód) 1963-ban.[79] Egy további sztori a gyűjteményből, a "There is No Conversation" egy románc története, amelyet utólag mesélt el mindkét fél, az egyik egy francia, a másik egy durva amerikai nő. Ezt a történetet egy órás rádiódrámához adaptálták 1950-ben az NBC University Theatre-ben, és Katherine Anne Porter kommentárt tartalmazott West történetéről és íráskészségéről.
- 1936 – The Thinking Reed, regény a gazdagságnak még az eredetileg tisztességes emberekre gyakorolt romboló hatásáról. Talán saját elegáns életmódjának álcázott önkritikája.
- 1956 – The Fountain Overflows, félig önéletrajzi regény, amely a 20. század első évtizedének lenyűgöző kulturális, történelmi és pszichológiai kárpitját szövi, a tehetséges, különc Aubrey család prizmáján keresztül.
- 1966 – The Birds Fall Down, kémthriller a Yevno Azef(wd) kettős ügynök tettei alapján.[80]
- 1984 – This Real Night, a „The Fountain Overflows” posztumusz megjelent folytatása
- 1985 – Cousin Rosamund, Az "Aubrey-trilógia" utolsó, befejezetlen része, posztumusz[81]
- 1986 – Sunflower, posztumusz megjelent, egy színésznő és egy politikus feszült szerelmi kapcsolatáról szól, amely West H. G. Wells-szel való kapcsolatára emlékeztet.
- 2002 – The Sentinel, Kathryn Laing szerkesztette és posztumusz jelent meg West legelső kibővített szépirodalmi alkotása, egy befejezetlen regény a brit szüfragisták harcáról, beleértve a női bebörtönzés és kényszertáplálás zord jeleneteit is.

### Non-fiction
- 1916 – Henry James
- 1928 – The Strange Necessity: Essays and Reviews, a blend of modernist literary criticism and cognitive science, including a long essay explaining why West disliked James Joyce's Ulysses, though she judged it an important book
- 1931 – Ending in Earnest: A Literary Log
- 1932 – Arnold Bennett Himself, John Day Company
- 1933 – St. Augustine, first psycho-biography of the Christian Church Father
- 1934 – The Modern Rake's Progress (co-authored with cartoonist David Low(wd))
- 1941 – Black Lamb and Grey Falcon, a 1,181-page classic of travel literature, giving an account of Balkan history and ethnography, and the significance of Nazism, structured around her trip to Yugoslavia in 1937
- 1949 – The Meaning of Treason, edit new 1964 – The New Meaning of Treason
- 1955 – A Train of Powder
- 1958 – The Court and the Castle: some treatments of a recurring theme, excellent revisionist interpretations of literary classics, including Hamlet and Kafka's stories
- 1963 – The Vassall Affair
- 1982 – 1900, cultural history and fascinating "thick description" of this pivotal year
- 1982 – The Young Rebecca, West's early, radical journalism for The Freewoman and Clarion, edited by Jane Marcus
- 1987 – Family Memories: An Autobiographical Journey, West's autobiographical musings which remained unpublished during her life, assembled and edited by Faith Evans
- 2000 – The Selected Letters of Rebecca West, edited by Bonnie Kime Scott
- 2003 – Survivors in Mexico,[82] posthumous work about West's two trips to Mexico in 1966 and 1969, edited by Bernard Schweizer
- 2005 – Woman as Artist and Thinker, re-issues of some of West's best essays, together with her short-story "Parthenope"
- 2010 – The Essential Rebecca West: Uncollected Prose,[83]

### Kritikák és életrajzok
- Wolfe, Peter. Rebecca West: artist and thinker. Southern Illinois University Press (1971. november 1.). ISBN 978-0-8093-0483-7
- Deakin, Motley F.. Rebecca West, Twayne Authors. Twayne (1980). ISBN 978-0-8057-6788-9
- Orel, Harold. The literary achievement of Rebecca West. Macmillan (1986). ISBN 978-0-333-23672-7
- Glendinning, Victoria. Rebecca West: A Life. Knopf (1987). ISBN 0394539354
- Rollyson, Carl E.. Rebecca West: a life. Scribner (1996). ISBN 0684194309
- Rollyson, Carl. The Literary Legacy of Rebecca West. iUniverse (2007. július 29.). ISBN 978-0-595-43804-4
- Norton, Ann V.. Paradoxical Feminism: The Novels of Rebecca West. International Scholars Publications (2000). ISBN 978-1-57309-392-7
- Schweizer, Bernard. Rebecca West: heroism, rebellion, and the female epic. Greenwood (2002). ISBN 978-0-313-32360-7
- Rollyson, Carl. Rebecca West and the God That Failed: Essays. iUniverse (2005). ISBN 978-0-595-36227-1
- Rebecca West Today: Contemporary Critical Approaches. University of Delaware Press (2006). ISBN 978-0-87413-950-1

### Magyarul megjelent
- Mint a nádszál (The Thinking Reed) – Rózsavölgyi és Társa, Budapest, 1937 · Fordította: Devecseriné Guthi Erzsébet

## Fordítás
- Ez a szócikk részben vagy egészben  a   Rebecca West című angol Wikipédia-szócikk fordításán alapul.  Az eredeti cikk szerkesztőit annak laptörténete sorolja fel. Ez a jelzés csupán a megfogalmazás eredetét és a szerzői jogokat jelzi, nem szolgál a cikkben szereplő információk forrásmegjelöléseként.